# 402 Chloe
402 Chloe је астероид главног астероидног појаса са пречником од приближно 54,21 km.
Афел астероида је на удаљености од 2,847 астрономских јединица (АЈ) од Сунца, а перихел на 2,269 АЈ.
Ексцентрицитет орбите износи 0,112, инклинација (нагиб) орбите у односу на раван еклиптике 11,822 степени, а орбитални период износи 1494,760 дана (4,092 године).
Апсолутна магнитуда астероида је 9,02 а геометријски албедо 0,148.
Астероид је откривен 21. марта 1895. године.